# Pseudoditrichales
Pseudoditrichales, red pravih mahovina, dio podrazrerda Dicranidae. Sastoji se od dvije monogeneričke porodice.

## Porodice
1. Pseudoditrichaceae Steere & Z. Iwats.
2. Chrysoblastellaceae Ignatov & Fedosov